# Rafael de Nogales Méndez
 (mai 2015).
Rafael Inchauspe Méndez, connu sous le nom de Rafael de Nogales Méndez (San Cristóbal, Táchira, 14 octobre 1879 – ville de Panama (Panama), 10 juillet 1936) est un soldat, aventurier et écrivain vénézuélien au service de l'Empire ottoman durant la Première Guerre mondiale. Grand voyageur, il participe à de nombreux conflits de l'époque. Il est témoin du génocide arménien, mentionnant dans ses mémoires l'ordre reçu par les fonctionnaires ottomans d'exécuter tous les hommes arméniens de plus de douze ans.

## Formation, premiers conflits
Son père l'envoie suivre des études en Europe : il fréquenta des universités en Allemagne, Belgique et Espagne, ce qui lui permet de maîtriser plusieurs langues. Néanmoins, il est attiré par la profession militaire et commence à voyager en suivant les nouvelles de guerres. Il participe à différents conflits à la fin du XIXe siècle et au début du XXe siècle : il combat notamment avec les Espagnols dans la guerre hispano-américaine. En 1902, soutenu par Zelaya, président du Nicaragua, Nogales prend part à une tentative de coup d'État contre le dictateur vénézuélien Cipriano Castro incluant une expédition à bord du schooner La Libertad. Les troupes débarquent dans la péninsule de La Guajira mais sont battues par le général Antonio Davila à Carazua au cours de la Révolution libératrice au Venezuela (es). En 1904, il est agent double dans la guerre russo-japonaise. En outre, il participe à la ruée vers l'or en Alaska. En Californie, il se bat aux côtés du révolutionnaire mexicain Ricardo Flores Magón et est cow-boy en Arizona.
Il rentre au Venezuela en 1908, après le coup d'état militaire de Juan Vicente Gómez qui renverse son ennemi Cipriano Castro. Nommé président de l'État d'Apure, Nogales s'exile à nouveau après s'être brouillé avec le nouveau président fédéral.